# Гирия (Беотия)
Гирия (др.-греч. Ὑρίη; Ὑρία) — топоним, упомянутый в гомеровском каталоге кораблей, где ведущее место в списке отведено отрядам из Беотии, где главенствовали Гирия и каменистая Авлида, где собирался флот.
Это место было отнесено Страбоном к территории Танагры, который не уточнил его местоположение. Гирия, по-видимому, уже не была заселена в его время. Павсаний о ней не упомянул в своём «Описании Эллады». Современная идентификация этого участка близ Авлиды помещает его рядом с Мегало Воуно, на кургане прибрежной равнины близ пляжа Драмеси (греч. Παραλία Αυλίδος (τέως Δράμεσι)), поверхность которой изобилует позднеэлладскими глиняными черепками. Также в ходе раскопок в могильнике была обнаружена ранняя микенская глиняная посуда.
Согласно мифу в Гирие жил бездетный царь по имени Гирией, который молился богам о сыне. Зевс, Посейдон и Гермес, представшие перед ним в образе гостей, помочились на бычью шкуру и закопали её в землю, которая произвела на свет ребёнка. Его назвали Орионом («от мочи») в честь чудесного события.
Как и некоторые другие архаичные названия греческих городов, такие как Афины или Микены, название Гирия является формой множественного числа: её название когда-то обозначало место «сестёр улья», если словарь Гесихия Александрийского верен в своём утверждении, что критское слово ὕρον (единственное число) переводилось как «рой пчел» или «улей». Место рождения Ориона связано с Потнией, минойско-микенской «госпожой», культ которой был древнее почитания Деметры и которую иногда называли «чистой матерью—пчелой». Крылатые, вооружённые ядом, создатели ферментируемого мёда, как казалось, партеногенетические в своём бессмертном улье, пчёлы также выступали в качестве символов других воплощений Великой матери: Кибелы, Реи, матери-Земли и архаичной Артемиды, почитавшейся в Эфесе. Пиндар вспоминал, что пифийская доолимпийская жрица Дельф оставалась «Дельфийской пчелой» ещё долгое время после того, как Аполлон узурпировал древнее святилище. Гомеровский гимн Аполлону подтверждает, что дар пророчества Аполлона впервые пришёл к нему от трёх пчелиных дев.
Гирия находилась примерно около современного Целонери.